# Afrotrichloris martini
Afrotrichloris martini är en gräsart som beskrevs av Emilio Chiovenda. Afrotrichloris martini ingår i släktet Afrotrichloris och familjen gräs. Inga underarter finns listade i Catalogue of Life.